# Les Autres (nouvelle)
Pour les articles homonymes, voir Les Autres.
Les Autres (titre original : They) est une nouvelle de Robert A. Heinlein, parue pour la première fois en avril 1941 dans la revue Unknown. 

## Histoire
Le protagoniste de la nouvelle, dont le nom n'est jamais mentionné, est interné dans un hôpital psychiatrique à la suite d'une crise au cours de laquelle il s'est enfermé dans son bureau en accusant sa femme, et le monde entier, de comploter contre lui.
Au moment où la nouvelle commence, un psychiatre, le docteur Hayward, entame avec lui une conversation tout en jouant aux échecs avec lui. 
Il en ressort que le héros de l'histoire est persuadé que le monde est une mise en scène dont le seul but est de le distraire, de l'égarer en lui faisant perdre de vue la réalité cachée qu'il croit parfois apercevoir dans un rêve ou un semi-sommeil. Bien que la plupart des êtres peuplant ce théâtre sont des exécutants sans âmes, le personnage ne se croit pas être le seul ayant une réalité, mais les autres personnages « réels », tel pense-t-il, le docteur Hayward, sont des membres de la conspiration contre lui, en sorte qu'il est en fait le centre d'un monde construit pour lui seul et dans le seul but de le maintenir dans cet état de rêve éveillé. 
Son épouse, Alice, le visite brièvement et il la renvoie, refusant de lui accorder un statut de réalité. L'incident nous permet d'apprendre la nature de l'évènement qui a provoqué la crise qui l'a mené en psychiatrie : un jour où il sortait de chez lui, il pleuvait à verse, mais quand il s'est précipité dans son bureau pour chercher quelque chose, les fenêtres de l'arrière de la maison montraient un ciel bleu et ensoleillé. 
La dernière page de la nouvelle montre sa femme, à présent désignée comme « la créature connue sous le nom d'Alice », rejoindre le docteur Hayward et d'autres personnages. Il s'avère que docteur Hayward est le Glaroon, qui avec d'autres créatures, dont le Premier Manipulateur et le Premier Opérateur (rendu responsable de la situation car il a commis l'erreur de ne pas bien répartir la pluie) tente effectivement de contrôler le personnage principal pour des raisons qui ne sont pas explicitées, mais qui ont trait à un Pacte qu'il faut lui faire oublier et à la fin d'un Cycle.

## Édition en français
La nouvelle a été traduite deux fois sous deux titres différents :
- Ces gens-là, dans Les Meilleurs Récits de Unknown, Éditions J'ai lu, 1976 no 713 ;
- Ces gens-là, dans Anthologie de la littérature de science-fiction, Ramsay, 1981  (ISBN 2-85956-231-1) ;
- Les Autres, dans Le Livre d'or de la science-fiction : Robert Heinlein, Pocket, coll. Le Livre d'or de la science-fiction no 5102, 1981, traduction de Chantal Jayat  (ISBN 2-266-00985-0) ;
- Les Autres, dans Longue vie, aux éditions Presses Pocket, collection  Le Grand Temple de la S-F, no 5102, 1989, traduction de Chantal Jayat  (ISBN 2-266-02832-4) ;
- Ces gens-là, dans  1938-1957, l'âge d'or, Librio, coll. SF-Fantastique, no 368, 2000  (ISBN 2-290-30531-6).